# Federal (departement)
Federal is een departement in de Argentijnse provincie Entre Ríos. Het departement (Spaans: departamento) heeft een oppervlakte van 5.060 km² en telt 25.055 inwoners. Analfabetisme is 8% in 2001.

## Plaatsen in departement Federal
- Arroyo del Medio
- Arroyo Tuna
- Banderas
- Conscripto Bernardi
- Distrito Diego López
- El Cimarrón
- El Gramiyal
- Federal
- El Gato - Loma Limpia
- Nueva Vizcaya
- Paso Duarte
- Santa Lucía
- Sauce de Luna